# Aline d'Ambricourt
Pour les articles homonymes, voir D'Ambricourt.
 (février 2012).
Si vous disposez d'ouvrages ou d'articles de référence ou si vous connaissez des sites web de qualité traitant du thème abordé ici, merci de compléter l'article en donnant les références utiles à sa vérifiabilité et en les liant à la section « Notes et références ».
Aline d'Ambricourt, née le 22 novembre 1967 à Neuilly-sur-Seine (France) est une claveciniste française.

## Biographie
Très tôt initiée à la musique au piano puis au clavecin, après des études scientifiques à Versailles, Aline d’Ambricourt a organisé plus de 200 récitals entre 1991 et 2012, se produisant en soliste à l’international, dans des lieux prestigieux, notamment : au château de Chambord, Théâtre des variétés de Monaco, Festival international de clavecin à Rome, Festival d’été de Bourges, à la Sainte-Chapelle à Paris, etc. Elle se produit également lors de récitals au palais Thott de Copenhague (Danemark, 2004), au Parlement Bruxellois et au palais royal de Fredensborg à l’invitation de la reine et du prince consort de Danemark (2004).
Elle a également été l’agent au Danemark du pianiste Cyprien Katsaris.
Passionnée par les instruments historiques, elle joue sur les claviers de la Fenton House de Londres, de la collection de Andreas Beurmann du musée d’art de Hambourg, sur le clavecin Taskin (1769) la collection Russel au St Cecilia Hall d’Édimbourg. En septembre 2012, elle a donné un récital dans la salle Castellane à l’hôtel Bristol à Paris invitée par Marc-Arthur Kohn et Jean-Michel Renard avec deux rares instruments : les clavecins de Giovanni Polizzino (1634) et de Guillaume Hemsch (1765-66). 
Ce récital célébrait le lancement de la Fondation du clavecin en Suisse en mars 2012 dont elle est la présidente-fondatrice, dans la volonté de valoriser et faire vivre ce patrimoine.
À la suite de ses recherches avec Jean Lionnet au centre de musique baroque de Versailles, souhaitant s’adresser à un plus grand nombre, elle s’est consacrée à produire et réaliser un film documentaire Domenico Scarlatti l’Intemporel (52 min), à travers une histoire des instruments historiques à claviers et l'œuvre de Domenico Scarlatti (1685-1757), lequel reçoit les éloges de la critique (Figaro, Figaro Magazine, Classica, La Lettre du musicien, etc.). Ce film est diffusé en septembre 2016 sur la chaîne de télévision allemande WDR et en 2017 sur la chaîne de T.V STINGRAY.

## Discographie
- Louis Marchand et François Couperin, pièces pour clavecin (Intégral Classic 2002) Clavecin.com Production.
- Domenico Scarlatti DVD, film documentaire musical en H.D (52 min), sous-titré en français et anglais intitulé "Domenico Scarlatti l'Intemporel", (Integral Classic 2007), Clavecin.com Production.
- François Couperin, Jean-Philippe Rameau, Louis Marchand, Jean-Sébastien Bach, Domenico Scarlatti, album intitulé Les Baricades Mistérieuses, 2009 Clavecin.com Production.
- Domenico Scarlatti, 16 sonates sur le clavecin G.P Migliai 1763, (Integral Classic 2012) Clavecin.com Production.